# Liga Antyżydowska
Liga Antyżydowska (czes. Protižidovská liga, PL) – czeska faszystowska organizacja kolaboracyjna w Protektoracie Czech i Moraw podczas II wojny światowej
Liga była jedną z najbardziej radykalnych organizacji faszystowskich w Protektoracie Czech i Moraw. Na jej czele stali H. Tuskány i V. Müller. PL prowadziła ścisłą współpracę z Niemcami. Występowała przeciwko Żydom. Jej organem prasowym było pismo "Árijský boj", redagowane przez V. Břetenářa. Wydawała też czasopismo "Úder". Prowadziła współpracę z Narodowym Zjednoczeniem, a także innymi faszystowskimi czeskimi organizacjami w Protektoracie, jak Czeski Obóz Narodowo-Społeczny "Vlajka". Po zakończeniu wojny jej przywódcy zostali aresztowani i skazani.